# Севар Магнуссон
Севар Атли Магнуссон (исл. Sævar Atli Magnússon; род. 16 июня 2000, Исландия) — исландский футболист, нападающий клуба «Люнгбю» и сборной Исландии.

## Клубная карьера
Магнуссон — воспитанник клуба «Лейкнир». 3 октября 2015 года в матче против «Кеблавика» дебютировал в чемпионате Исландии. По итогам сезона клуб вылетел из элиты, но игрок остался в команде. 16 сентября 2017 года в поединке против «Тоура» Севар забил свой первый гол за «Лейкнир». Летом 2021 года Магнуссон перешёл в датский «Люнгбю». 7 августа в матче против «Эсбьерга» он дебютировал в Первой лиге Дании. 18 августа в поединке против «Фремад Амагер» Севар забил свой первый гол за «Люнгбю». По итогам сезона игрок помог клубу выйти в элиту. 17 июля 2022 года в матче против «Силькеборга» он дебютировал в датской Суперлиге. 

## Международная карьера
8 января 2023 года в товарищеском матче против сборной Эстонии дебютировал за сборную Исландии. 